# Чернятьєвська
Черня́тьєвська (рос. Чернятьевская) — присілок у складі Котельницького району Кіровської області, Росія. Входить до складу Макар'євського сільського поселення.
Населення становить 10 осіб (2010, 28 у 2002).
Національний склад станом на 2002 рік — росіяни 96 %.